# Formación de estructuras
La formación de estructuras se refiere a un problema fundamental en cosmología física. El Universo, como se conoce actualmente a partir de las observaciones de la radiación de fondo de microondas, empezó en un estado caliente, denso y casi uniforme hace 13 800 millones de años. Sin embargo, mirando el cielo actual, vemos estructuras a todas las escalas, desde estrellas y planetas hasta galaxias y a escalas mucho mayores, agrupaciones galácticas y enormes vacíos entre galaxias. ¿Cómo se han formado todas estas estructuras a partir del uniforme Universo primigenio?

## Introducción
Bajo los modelos actuales, la estructura del Universo visible se formó siguiendo los siguientes pasos:
- El Universo muy primigenio: Es esta etapa, algunos mecanismos, como la inflación cósmica son responsables de establecer las condiciones iniciales del Universo: homogeneidad, isotropía y forma plana.[2][5]
- El plasma primigenio: El Universo está dominado por la radiación durante gran parte de esta etapa y debido a ello las estructuras que fluyen libremente no pueden ser amplificadas gravitacionalmente. No obstante, existe una importante evolución, como la nucleosíntesis primordial crea los elementos primigenios y se emite la radiación de fondo de microondas. La anisotropía estructural detallada del fondo cósmico de microondas también se crea en esta época.[1]
- Crecimiento de estructuras lineales: Una vez que la materia, en particular la materia oscura fría, domina el colapso del Universo gravitacional puede empezar a amplificar las heterogeneidades minúsculas dejadas por la inflación cósmica, causando que la materia caiga hacia las regiones densas y haciendo que las regiones rarificadas estén más rarificadas. En esta época, la densidad de heterogeneidades es descrita mediante una simple ecuación diferencial lineal.[3][6]
- Crecimiento de estructuras no lineales: Según se vuelven las regiones más densas, la aproximación lineal que describe las heterogeneidades de las densidades empieza a fallar, las partículas adyacentes pueden incluso empezar a cruzar en cáusticas, y un tratamiento más detallado, utilizando la teoría newtoniana de la gravedad al completo llega a ser necesario. (Aparte de la expansión de fondo del Universo, que es debida a la relatividad general, la evolución en estas escalas comparablemente pequeñas normalmente está bien aproximada por la teoría newtoniana). Esto es cuando las estructuras, como las agrupaciones galácticas y los halos galácticos se empiezan a formar. Continuando, en este régimen las fuerzas únicamente gravitacionales son significantes debido a que la materia oscura, que se piensa que tiene iteraciones muy débiles, es el papel dominante.[7]

- "Evolución gastrofísica": El paso final de la evolución es cuando las fuerzas electromagnéticas se convierten importantes en la evolución de estructuras, cuando la materia barionica se agrupa densamente, como en las galaxias y las estrellas. En algunos casos, como con los núcleos de galaxias activas y quasars, la teoría newtoniana funciona mal y la relatividad general empieza a ser significante. El nombre de "gastrofísica" es debido a su complejidad: muchos diferentes y complicados efectos que incluyen la gravedad, la magnetohidrodinámica y los procesos nucleares tienen que tenerse en cuenta.[7]

Las últimas tres etapas ocurren en diferentes momentos dependiendo de la escala. Las escalas más grandes del Universo se aproximan bien utilizando la teoría lineal, mientras que los cúmulos galácticos y los supercúmulos no son lineales y muchos fenómenos en la galaxia local tienen que modelizarse mediante una aproximación mucho más matizada, teniendo en cuenta todas las fuerzas. Esto es lo que se llama la formación de estructuras jerárquica: las estructuras más pequeñas acotadas gravitacionalmente, los quasars y las galaxias, primero, seguidas de las agrupaciones galácticas y los supercúmulos de galaxias. Se piensa que debido a la presencia de energía oscura en nuestro Universo, no se formarán estructuras mayores en nuestro Universo.

## El Universo pre-primigenio
El Universo pre-primigenio sigue siendo una época paupérrimamente comprendida, desde el punto de vista de la física fundamental. La teoría prevaleciente, la inflación cósmica, hace un buen trabajo explicando la planitud observada, la homogeneidad y la isotropía del Universo así como la ausencia de partículas reliquia exóticas (como los monopolos magnéticos). Además, se hizo una predicción crucial que se ha corroborado con observaciones: el Universo primigenio tendría débiles perturbaciones que serían la semilla de la formación estructura en el Universo tardío. Estas fluctuaciones, aunque formaron la fundación de todas las estructuras del Universo, parece que son claramente fluctuaciones de temperatura de una parte entre 100 000. (Para poner esto en perspectiva, el mismo nivel de fluctuaciones en un mapa topográfico de EE. UU. no mostraría ninguna característica mayor de unos metros). Estas fluctuaciones son críticas, porque proporcionan las semillas de las grandes estructuras dentro del Universo que pueden crecer y finalmente colapsarse para formar galaxias y estrellas. El COBE proporcionó la primera detección de las fluctuaciones intrínsecas en la radiación de fondo de microondas en los años 1990.
Estas perturbaciones se piensa que tienen un carácter muy específico: forman un campo aleatorio gaussiano cuya función de covarianza es diagonal y casi invariante en escala. Las fluctuaciones observadas parecen tener exactamente esta forma y además del índice espectral medido por el WMAP, el índice espectral mide la desviación de un espectro invariante en escala (o de Harrison-Zel'dovich), está muy cerca del valor predicho por los modelos más simples y robustos de la inflación. Otra propiedad importante de las perturbaciones primigenias, es que son adiabáticas (o isentrópico entre los varios tipos de materia que componen el Universo), es predicho por la inflación cósmica y ha sido confirmado por las observaciones.
Se han propuesto otras teorías del Universo pre-primigenio, que afirman hacer predicciones muy similares, como la cosmología brana, el modelo cíclico, el modelo pre-Big Bang y el Principio Holográfico, pero permanecen en su nacimiento y no son ampliamente aceptados. Algunas teorías, como las cuerdas cósmicas han sido ampliamente refutadas por datos más precisos.

### El problema del horizonte
Un concepto extremadamente importante en la teoría de la formación de estructuras es la noción del radio de Hubble, frecuentemente llamado simplemente el horizonte ya que está íntimamente relacionado con el horizonte de partículas. El radio de Hubble, que está relacionado con el parámetro de Hubble {\displaystyle H} mediante {\displaystyle R=c/H}, donde {\displaystyle c} es la velocidad de la luz, define, hablando de forma llana, el volumen del Universo cercano que ha estado recientemente (en el último periodo de expansión) en contacto causal con un observador. Como el Universo está continuamente expandiéndose, su densidad de energía está continuamente decreciendo (en la ausencia de verdadera materia exótica como la energía fantasma). Las ecuaciones de Friedmann relacionan la densidad de energía del Universo con el parámetro de Hubble y demuestra que el radio de Hubble está continuamente incrementándose.
El problema del horizonte de la cosmología del Big Bang dice que, sin inflación, las perturbaciones nunca estuvieron en contacto causal antes de entrar en el horizonte y así la homogeneidad y la isotropía de, por ejemplo, no se puede explicar las distribuciones de galaxias a gran escala. Esto es porque, en una cosmología FLRW ordinaria, el radio de Hubble se incrementa más rápidamente de lo que el espacio se expande, así que las perturbaciones incluso únicamente están entrando en el radio de Hubble y no están siendo extraídas mediante la expansión del espacio. Esta paradoja se resuelve con la inflación cósmica, que sugiere que hubo una fase de expansión muy rápida en el Universo en que el radio de Hubble fue casi constante. Así, la isotropía a gran escala que vemos hoy en día es debida a fluctuaciones cuánticas producidas durante la inflación cósmica expulsadas hacia fuera del horizonte.

## Plasma primigenio
El final de la inflación se llama recalentamiento, cuando la inflación desintegra las partículas en un plasma térmico caliente de otras partículas. En esta época, el contenido de energía del Universo es completamente radiación, con los modelos de partículas convencionales teniendo velocidades relativistas. Según se enfría el plasma, se piensa que ocurren la bariogénesis y la leptogénesis, según se enfría el plasma de cuarks y gluones, aparece la ruptura de la simetría electrodébil y el Universo principalmente se compone de ordinarios protones, neutrones y electrones. Cuando el Universo se enfría más, ocurre la nucleosíntesis del Big Bang y se crean pequeñas cantidades de núcleos de deuterio, helio y litio. Según el Universo se enfría y se expande, la energía de los fotones empieza a alejarse hacia el rojo, las partículas llegan a ser no relativistas y la materia ordinaria empieza a dominar el Universo. Finalmente, los átomos empiezan a formarse como electrones libres asociados a núcleos. Esto suprime el efecto Compton de fotones. Combinado con la rarefacción del Universo  (y el consecuente incremento del camino libre medio de fotones), esto hace al Universo transparente y el fondo cósmico de microondas es emitido durante la recombinación (la superficie de la última dispersión).

### Oscilaciones acústicas
La amplitud de las estructuras no crece substancialmente durante esta época. Para la materia oscura la expansión del espacio (que está causada por la gran componente de radiación) es tan rápida que el crecimiento es altamente suprimido por las partícula de materia oscura no relativista. Además, debido a que la materia oscura no tiene presión, las corrientes libres previenen el crecimiento de pequeñas estructuras. En el fluido relativista, por otra parte, las grandes presiones previenen el crecimiento de estructuras mayores que la longitud de Jeans, que es casi igual que el radio de Hubble para la radiación. Esto causa que las perturbaciones se aguen.
Estas perturbaciones siguen siendo muy importantes, sin embargo, como son responsables para la física sutil que resultaba de la anisotropía del fondo cósmico de microondas. En esta época, la amplitud de las perturbaciones que entraron en el horizonte oscilaron sinusoidalmente, con regiones densas rarificándose y volviéndose densas otra vez, con una frecuencia que está relacionada con el tamaño de la perturbación. Si la perturbación oscila un número entero o entero medios de veces entre llegar al horizonte y la recombinación, parece como un pico acústico de la anisotropía del fondo cósmico de microondas. (Una semioscilación, en que una región densa se convierte en una región rarificada o vice-versa, aparece como un pico porque la anisotropía es visualizada como un espectro de potencia, de tal manera que las densidades contribuyen a la potencia sólo como sobredensidades.)  La física que determina la estructura detallada del pico del fondo de microondas es complicada, pero estas oscilaciones proporcionan la esencia.

## Estructura lineal
Una de las comprensiones clave que hicieron los cosmólogos en los 70 y los 80 fue que la mayoría del contenido de materia del Universo no estaba compuesta de átomo, sino más bien de una misteriosa forma de materia conocida como materia oscura. La materia oscura interactúa a través de la gravedad, pero no está compuesta de bariones y se conoce con mucha precisión que no emite ni absorbe radiación. Puede estar compuesta de partículas que interactúan a través de la interacción nuclear débil, como los neutrinos, pero no puede componerse completamente de los tres tipos conocidos de neutrinos (aunque se ha sugerido que es un neutrino estéril). Las pruebas recientes sugieren que hay cinco veces más materia oscura que materia bariónica y así la dinámica del Universo en esta época está dominada por la materia oscura.
La materia oscura juega un papel importante en la formación de estructuras porque únicamente siente la fuerza de la gravedad: la inestabilidad de Jeans gravitacional que permite formar estructuras compacta no se le opone ninguna fuerza, como la presión de radiación. Como resultado, la materia oscura empieza a colapsarse en una red compleja de halos de materia oscura antes que en materia ordinaria, que es impedido por fuerzas de presión. Sin materia oscura, la época de la formación de galaxias ocurriría sustancialmente después en el Universo que lo que se pensaba.
La física de la formación de estructuras en esta época es particularmente simple, ya que las perturbaciones de materia oscura con diferentes longitudes de onda evolucionan independientemente. Como el radio de Hubble crece en el Universo en expansión, rodea perturbaciones cada vez mayores. Durante la dominación de materia, todas las perturbaciones causales de materia oscura crecen a través de la agrupación gravitacional. Sin embargo, las perturbaciones de longitud de onda corta que son rodeadas durante la dominación de radiación retardaron su crecimiento hasta la dominación de materia. En esta etapa, la materia bariónica luminosa se espera que simplemente copie la evolución de la materia oscura y sus distribuciones deberían trazarse casi iguales unas a otras.
Es una cuestión simple calcular este "espectro de potencia lineal" y como herramienta para la cosmología, es de importancia comparable para el fondo cósmico de microondas. El espectro de potencia ha sido medido por las expediciones galácticas, como la Sloan Digital Sky Survey, y por expediciones bosque Lyman-alpha. Como estas expediciones han observado la radiación emitida desde las galaxias y los quasars, no miden directamente la materia oscura, si no las distribuciones de galaxias a gran escala (y las líneas de absorción en el bosque Lyman-α) se espera que copie de manera fiel la distribución de materia oscura. Esto depende del hecho de que las galaxias sean mayores y más numerosas en las partes más densas del Universo, mientras que serán comparativamente escasas en regiones rarificadas.

## Estructura no lineal
Cuando las perturbaciones han crecido lo suficiente, una pequeña región puede llegar a ser substancialmente más densa que la densidad media del Universo. En este momento, la física involucrada llega a ser substancialmente más complicada. Cuando las desviaciones de la homogeneidad son pequeñas, la materia oscura puede tratarse como un fluido sin presión y evoluciona según ecuaciones muy simples. En regiones que son significativamente más densas que el fondo, tiene que incluirse toda la teoría newtoniana de la gravedad. La teoría newtoniana es apropiada porque las masas involucradas son mucho menores que las que se requieren para formar un agujero negro y la velocidad de la gravedad se puede ignorar ya que el tiempo que tarda la luz en cruzar la estructura sigue siendo menor que el tiempo de la característica dinámica. Un signo de que las aproximaciones lineal y de fluido no son válidas es que la materia oscura empieza a formar cáusticas en las que las trayectorias de partículas adyacentes cruzan, o las partículas empiezan a formar órbitas. Estas dinámicas se comprenden mejor utilizando simulaciones N-individuo, aunque una variedad de esquemas semi-analíticos, como el formalismo de Press-Schechter, se puede utilizar en algunos casos. Mientras en principio estas simulaciones son bastante sencillas, en la práctica son muy difíciles de implementar, ya que requieren la simulación de millones de partículas. Además, a pesar del gran número de partículas, cada partícula típicamente pesa 109 masas solares y los efectos de la discretización pueden llegar a ser significativos. La mayor de tales simulaciones es la reciente simulación Millennium.
El resultado de las simulaciones N-individuo sugiere que el Universo está compuesto en gran medida de vacíos, cuyas densidades pueden ser tan bajas como un décimo de la media cosmológica. La materia se condensa en grandes filamentos y halos que tienen una intrincada estructura similar a una red. Estas forman las galaxias, las agrupaciones galácticas y los supercúmulos. Mientras que las simulaciones parecen estar de acuerdo ampliamente con las observaciones, su interpretación es complicada debido a la comprensión de cómo de densas son las acumulaciones de materia oscura estimulan la formación de galaxias. En particular, muchos pequeños halos forman lo que vemos en observaciones astronómicas como galaxias enanas y cúmulos globulares. Esto se conoce como el problema de la tendencia de las galaxias y se han propuesto una gran variedad de explicaciones. Muchos dicen que es un efecto de la complicada física de la formación de galaxias, pero algunos han sugerido que es un problema de nuestro modelo de energía oscura y que algún efecto, como la materia oscura caliente, evita la formación de los halos más pequeños.

## Evolución astrofísica
La etapa final en la evolución llega cuando los bariones se condensan en los dencros de los halos galácticos para formar galaxias, estrellas y quasars. Un aspecto paradójico de la formación de estructuras es que mientras la materia oscura acelera enormemente la formación de densos halos, debido a que la materia oscura no tiene presión de radiación, la formación de estructuras menores a partir de materia oscura es imposible porque la materia oscura no puede disipar el momento angular, mientras que la materia bariónica ordinaria se puede colapsar para formar objetos densos disipando momento angular a través del enfriamiento radiactivo. La comprensión de estos procesos es un problema computacional enormemente difícil, porque pueden involucrar a la física de la gravedad, la magnetohidrodinámica, la física atómica, las reacciones nucleares, las turbulencias e incluso la relatividad general. En muchos casos, todavía no es posible realizar simulaciones que puedan ser comparadas cuantitativamente con observaciones y lo mejor que se puede llegar a conseguir son simulaciones aproximadas que ilustran las principales características cualizativas de un proceso como la formación de estrellas.

## Modelización de la formación de estructuras

### Perturbaciones cosmológicas
Gran parte de las dificultades y muchas de las disputas están en la comprensión de que la estructura a gran escala del Universo se puede resolver comprendiendo la elección del mejor campo gauge en la relatividad general. Mediante la descomposición escalar-vectorial-tensorial, la métrica incluye cuatro perturbaciones escalares, dos vectoriales y una tensorial. Sólo son significantes las perturbaciones escalares, las vectoriales son exponencialmente suprimidas en el Universo primigenio y el modo tensorial sólo produce una pequeña (pero importante) contribución en forma de radiación gravitacional primigenia y los modos-B de la polarización de la radiación de fondo de microondas. Dos de los cuatro modos escalares pueden eliminarse por una transformación de coordenadas sin pérdida de significado físico. Los modos que son eliminados determinan el infinito número de posibles soluciones gauge. El gauge más popular es el gauge newtoniano (y el íntimamente relacionado gauge newtoniano conformado), en el que los escalares retenidos son potenciales newtonianos Φ y Ψ, que se corresponden exactamente con el potencial de energía desde la gravedad newtoniana. Se utilizan muchos otros gauges, como el gauge síncrono, que puede ser un gauge eficiente para computación numérica (es utilizado por el CMBFAST). Cada gauge continúa incluyendo algunos grados de libertad no físicos. Hay un llamado formalismo de gauge invariante, en el que sólo se consideran las combinaciones de variables de gauge invariante.

### Inflación y condiciones iniciales
Las condiciones iniciales del Universo se piensa que aparecen de las fluctuaciones de mecánica cuántica invariantes en escala de la inflación cósmica. La perturbación de la densidad de energía de fondo dado un punto {\displaystyle \rho (\mathbf {x} ,t)} en el espacio se considera entonces un campo aleatorio gaussiano homogéneo e isótropo de media nula. Esto significa que la transformada de Fourier espacial de {\displaystyle \rho }, {\displaystyle {\hat {\rho }}(\mathbf {k} ,t)}, tiene las siguientes funciones de correlación:
{\displaystyle \langle {\hat {\rho }}(\mathbf {k} ,t){\hat {\rho }}(\mathbf {k} ',t)\rangle =f(k)\delta ^{(3)}(\mathbf {k} -\mathbf {k'} )},
donde {\displaystyle \delta ^{(3)}} es la función Delta de Dirac tridimensional y {\displaystyle k=|\mathbf {k} |} es la longitud de {\displaystyle \mathbf {k} }. Además, el espectro predicho para la inflación es casi invariante en escala, lo que significa que:
{\displaystyle \langle {\hat {\rho }}(\mathbf {k} ,t){\hat {\rho }}(\mathbf {k} ',t)\rangle =k^{n_{s}-1}\delta ^{(3)}(\mathbf {k} -\mathbf {k'} )},
donde {\displaystyle n_{s}-1} es un número pequeño. Finalmente, las condiciones iniciales son adiabáticas o isentrópicas, lo que significa que la perturbación fraccional en la entropía de cada especie de partículas es la misma.